# Casa da Sabedoria

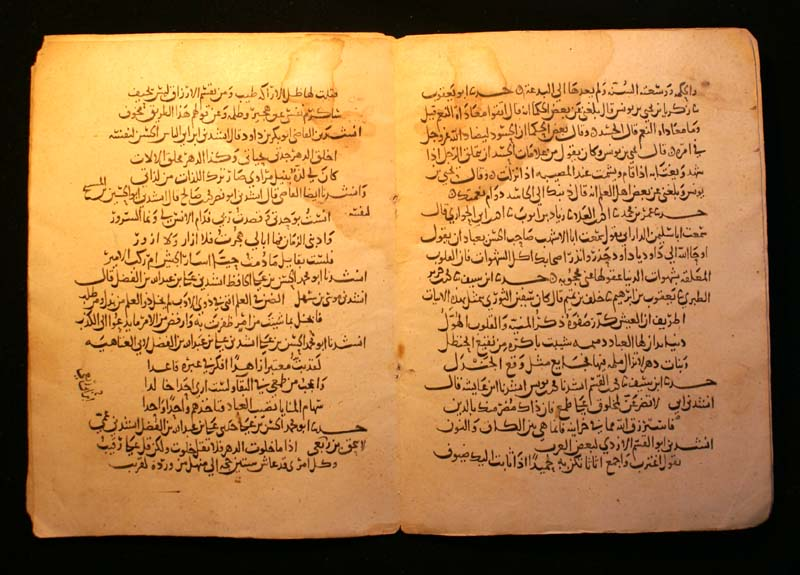
Manuscrito da época do Califado Abássida.

A Casa da Sabedoria ou Casa do saber (em árabe: بيت الحكمة‎; romaniz.: Bayt al-Hikmah) foi uma biblioteca e centro de traduções estabelecido à época do Califado Abássida, em Bagdá, no Iraque. Foi uma instituição chave no "Movimento das traduções", tendo sido considerada o maior centro intelectual durante a Idade de Ouro do Islã. 
A Casa da sabedoria foi fundada pelo califa Harune Arraxide, tendo atingido seu auge no reinado de seu filho Almamune (813-833). A Almamune, se credita o fato de ter atraído muitos eruditos conhecidos para compartir informação, ideias e cultura à Casa da sabedoria de Bagdá entre os séculos IX e XIII. Vários dos mestres muçulmanos mais eruditos fizeram parte deste importante centro educacional. Visavam a traduzir livros do persa para o árabe, além de preservar os livros existentes.
Durante o reino de Almamune, foram estabelecidos observatórios, e a Casa tornou-se o centro de estudo indiscutido das humanidades e das ciências no Islão medieval, incluindo matemáticas, astronomia, medicina, alquimia e química, zoologia e geografia e cartografia. Baseados em textos persas, indianos e gregos, incluindo Pitágoras, Platão, Aristóteles, Hipócrates, Euclides, Plotino, Galeno, Sushruta, Charaka, Ariabata e Brahmagupta, os estudiosos acumularam uma grande coleção de saber mundial, e desenvolveram sobre essas bases as suas próprias descobertas. Bagdá era conhecida como a cidade mais rica do mundo e centro de desenvolvimento intelectual do momento, tendo uma população de mais de um milhão de habitantes e sendo a mais povoada da época.

## História

### Fundação e origens
Sob o Califado Abássida, muitos trabalhos gregos, chineses e de outras línguas como o sânscrito foram traduzidos para o árabe. Foram construídas grandes bibliotecas, e os intelectuais perseguidos pelos imperadores bizantinos foram acolhidos. Também se traduziram trabalhos na Academia de Gundishapur, durante a Conquista muçulmana da Pérsia.
Em 750, a dinastia Abássida substituiu os Omíadas como governante do império islâmico e, em 762, o califa Almançor (que reinou durante 754-775) construiu Bagdá para ser a nova capital, que antes era Damasco. A dinastia abássida tinha fortes traços persas, e adotaram muitas práticas do Império Sassânida - entre elas, o de traduzir trabalhos estrangeiros, exceto que agora os trabalhos eram traduzidos para o árabe. Para este fim, Almançor fundou um palácio-biblioteca, modelado segundo a Biblioteca Imperial Sassânida.
O conceito de "catálogo de biblioteca" foi introduzido na Casa da sabedoria e em outras bibliotecas islâmicas medievais, nas quais os livros se organizavam por gêneros e categorias específicas. Nesta academia, tradutores, cientistas, escribas, autores, homens de letras e escritores costumavam reunir-se cada dia a fim de traduzir, ler, escrever, debater e dialogar. Muitos manuscritos e livros sobre vários assuntos científicos e em diversos idiomas foram traduzidos na Casa da sabedoria.
As atividades da biblioteca eram patrocinadas por uma grande quantidade de papelarias, que se duplicaram em livrarias, que chegaram a vender milhares de livros por dia. Esta indústria foi possível graças à abundância de papel (warraga).

### Período de Almamune
Sob a proteção do califa Almamune (reinou entre 813-833), a Casa da sabedoria assumiu novas funções relacionadas às matemáticas e à astrologia. O foco de interesse mudou dos textos persas para os gregos. Sábios notáveis pertencentes a esta época foram o poeta e astrólogo Sal ibne Harune, Alcuarismi (780–850), os irmãos Banu Muça, Sinde ibne Ali e Alquindi (801–873). O erudito cristão Hunaine ibne Ixaque (809–873) foi nomeado pelo califa como responsável pelos trabalhos de tradução. O tradutor mais renomeado foi o sabeu Tabite ibne Curra (826–901). As traduções realizadas durante este período foram superiores às anteriores.
A Casa da sabedoria floresceu com os sucessores de Almamune, Almotácime (reinou durante 833-842) e Aluatique (r. 842–847), mas declinou no reinado de Mutavaquil (r. 847–861) que, ao contrário dos seus predecessores, que seguiam a seita mutazilita, era seguidor do Islão ortodoxo e visava evitar a expansão da filosofia grega, uma das principais ferramentas da teologia mutazilita.
A Casa da sabedoria adquiriu reputação como centro de aprendizagem, se bem que as universidades -no sentido moderno- ainda não existiam, pela qual a transmissão do conhecimento se levava a cabo diretamente entre mestre e aluno. As Maktab desenvolveram-se na cidade por volta do século IX, e no século XI, Nizã Almulque fundou a Nizamia de Bagdá.
Os tradutores mais importantes desse período foram, de acordo com Delisle, os seguintes:
| “ | Os mais antigos tradutores de textos científicos e filosóficos remontam ao século VIII: Iuana Maçauai, ibne Albitrique e ibne Jibril. No século seguinte, os nomes de Alajaje ibne Matar, ibne Luca (820-912), ibne Naima Alhinci (c.835) e ibne Curra (834-901) figuram de forma preeminente. No século IX, Ixaque ibne Hunaine e Hubaixe Alaçam, filho e sobrinho de Hunaine ibne Ixaque, respectivamente, trabalharam sob sua supervisão. Mais tarde, Iáia ibne Adi e Mata ibne Iunus se dedicaram à revisão das traduções anteriores. | ” |

### Destruição pelos mongóis
Assim como as restantes bibliotecas de Bagdá, a Casa da sabedoria foi destruída durante o cerco de Bagdá, em 1258, pelos mongóis. Perto de 400 000 manuscritos foram resgatados por Naceradim de Tus antes do cerco, e levados para Maragha.

## Outras casas da sabedoria
Outros lugares também foram chamados de "Casa da Sabedoria":
- Em Cairo, Casa da Sabedoria foi outro nome para a Dar al-Hikmah, a "Casa do Conhecimento" fundada pelo sexto califa fatímida Aláqueme Biamir Alá em 1004.
- Um instituto de pesquisa em Bagdá chamado Bait al-Hikma.